# حسین‌آباد لتگاه
حسین‌آباد یکی از روستاهای استان همدان است که در دهستان مهاجران بخش لالجین شهرستان بهار واقع شده‌است.
روستای حسین اباد که در میان اهالی منطقه به حسین اباد کارخانه قند معروف است از املاک سردار اکرم همدانی بود که در دهه اول حکومت رضاخان به شخصی موسوم به فتح الله خان فروخته می‌شود و تا ۶ بهمن ۴۲ در تملک وراث وی بوده‌است. زبان اهالی ترکی است. تا اوایل انقلاب مذهب نیمی از مردمان روستا شیعه و الباقی پیرو بهاییت بوده اند. اما امروزه بیشتر ساکنین مسلمان شیعه هستند. اولین معلم و مکتب دار روستا سیدی به نام اقا سید حسن بوده که مقبره اش در بقعه ای کنار کلانتری روستا قرار گرفته‌است.شعل بیشتر مردمان روستا کار در کارخانه قند است.کشت دیم گندم و یونجه نیز در این روستا رواج دارد. سطح اب زیر زمینی به پایین‌ترین سطح خود رسیده و قنات خشکیده‌اند. خانواده‌های قدیمی ترابی.غفاری .خدایاری.بختیاری.عباسی.اکبری.شادابی.از ساکنین این روستا هستند.
این روستا طبق سرشماری سال ۱۳۹۵ تعداد ۸۰۵ نفر جمعیت (۲۴۷ خانوار) داشته‌ است.